# Campeonato Mundial de Lucha de 1962
El XXI Campeonato Mundial de Lucha se celebró en Toledo (Estados Unidos) entre el 21 y el 27 de junio de 1962 bajo la organización de la Federación Internacional de Luchas Asociadas (FILA) y la Federación Estadounidense de Lucha.

## Resultados

### Lucha grecorromana
| Evento | Oro                       | Plata                     | Bronce                                   |
| ------ | ------------------------- | ------------------------- | ---------------------------------------- |
| 52 kg  | Serguei Rybalko URSS      | Ignazio Fabra · Italia    | Burhan Bozkurt Turquía                   |
| 57 kg  | Masamitsu Ichiguchi Japón | Amari Egadze URSS         | Kamel Ali El-Sayed República Árabe Unida |
| 63 kg  | Imre Polyák · Hungría     | Konstantin Vyrupayev URSS | Rıza Doğan Turquía                       |
| 70 kg  | Kazım Ayvaz Turquía       | Stevan Horvat Yugoslavia  | James Burke Estados Unidos               |
| 78 kg  | Anatoli Kolesov URSS      | Bjarne Ansbøl Dinamarca   | Yavuz Selekman Turquía                   |
| 87 kg  | Tevfik Kış Turquía        | Krali Bimbalov Bulgaria   | Anatoli Kirov URSS                       |
| 97 kg  | Rostom Abashidze URSS     | Boyan Radev Bulgaria      | İsmet Atlı Turquía                       |
| +97 kg | István Kozma · Hungría    | Anatoli Roshchin URSS     | Wilfried Dietrich RFA                    |

### Lucha libre
| Evento | Oro                     | Plata                       | Bronce                        |
| ------ | ----------------------- | --------------------------- | ----------------------------- |
| 52 kg  | Ali Aliyev URSS         | Noriyuki Harada Japón       | Satılmış Tektaş Turquía       |
| 57 kg  | Hüseyin Akbaş Turquía   | Masaki Hatta Japón          | János Varga · Hungría         |
| 63 kg  | Osamu Watanabe Japón    | Mohamad Jadem Irán          | Ewald Tauer RFA               |
| 70 kg  | Eniu Valchev Bulgaria   | Robert Dzhgamadze URSS      | Osvaldo Ferrari · Italia      |
| 78 kg  | Emam-Ali Habibi Irán    | Petko Dermendzhiev Bulgaria | James Ferguson Estados Unidos |
| 87 kg  | Mansur Mehdizadeh Irán  | Hasan Güngör Turquía        | Shunichi Kawano Japón         |
| 97 kg  | Alexandr Medved URSS    | Golamreza Tajti Irán        | Daniel Brand Estados Unidos   |
| +97 kg | Alexandr Ivanitski URSS | Liutvi Ajmedov Bulgaria     | Wilfried Dietrich RFA         |

## Medallero
| Núm. | País                  | Oro | Plata | Bronce | Total |
| ---- | --------------------- | --- | ----- | ------ | ----- |
| 1    | URSS                  | 6   | 4     | 1      | 11    |
| 2    | Turquía               | 3   | 1     | 5      | 9     |
| 3    | Japón                 | 2   | 2     | 1      | 5     |
| 4    | Irán                  | 2   | 2     | 0      | 4     |
| 5    | Hungría               | 2   | 0     | 1      | 3     |
| 6    | Bulgaria              | 1   | 4     | 0      | 5     |
| 7    | Italia                | 0   | 1     | 1      | 2     |
| 8    | Dinamarca             | 0   | 1     | 0      | 1     |
| 8    | Yugoslavia            | 0   | 1     | 0      | 1     |
| 10   | RFA                   | 0   | 0     | 3      | 3     |
| 10   | Estados Unidos        | 0   | 0     | 3      | 3     |
| 12   | República Árabe Unida | 0   | 0     | 1      | 1     |
|      | TOTAL                 | 16  | 16    | 16     | 48    |